# اوربیتال ساینسز کورپوریشن
اوربیتال ساینسز (به انگلیسی: Orbital Sciences Corporation) نام یک ابرشرکت سازنده ماهواره و پرتابگرهای فضایی برای ناسا و وزارت دفاع آمریکا بود. این ابرشرکت آمریکایی در ایالت ویرجینیا قرار داشت. اوربیتال ساینس در کنار SpaceX (اسپیس‌اکس) دومین شرکت بخش خصوصی بود که نیازهای ایستگاه فضایی بین‌المللی را تأمین می‌کرد.
در سال ۲۰۱۴ فضاپیمای پشتیبانی «سیگنِس» متعلق به این ابرشرکت کمی پس از پرتاب منفجر شد.
این ابرشرکت در سال ۱۹۸۲ توسط دیوید تامپسون، بروس فرگوسن و اسکات وبستر تأسیس شد.

این ابرشرکت در سال ۲۰۱۰ نزدیک به ۳۸۰۰ نفر در استخدام داشت.

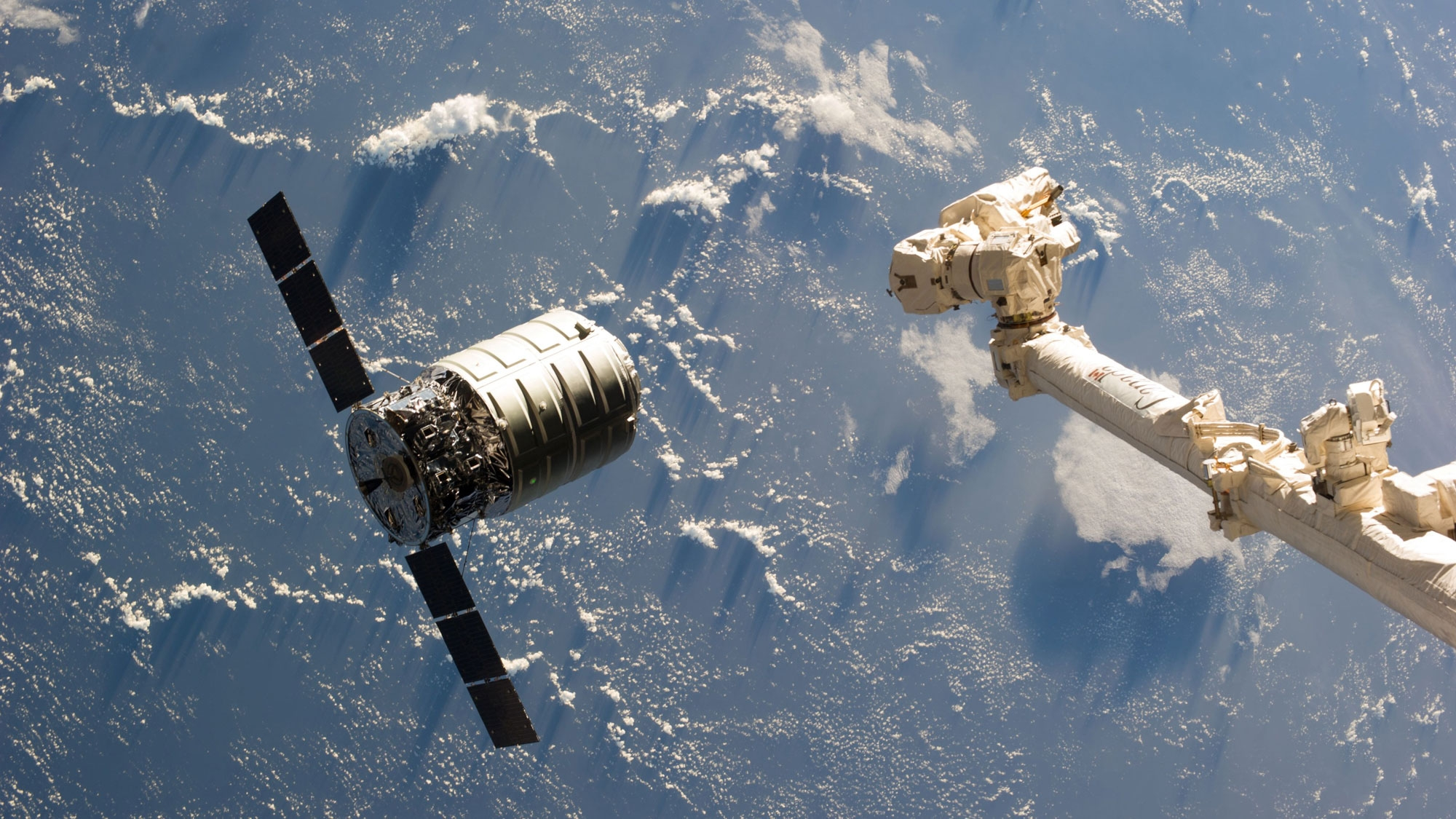

## تولیدات
برخی تولیدات مهم این ابرشرکت عبارتند از:
- مینوتور ۱
- مینوتور ۲
- مینوتور ۳
- مینوتور ۴
- مینوتور ۵
- پگاسوس
- تاوروس

از دیگر تولیدات این ابرشرکت می‌توان اقمار زیر را نام برد:
- IndoStar-1
- BSAT-2a
- BSAT-2b
- BSAT-2c
- N-Star c
- Galaxy ۱۲
- Galaxy ۱۴
- Galaxy 15
- TELKOM-2
- Optus D1
- Optus D2
- Optus D3
- Intelsat 11
- Horizons-2
- Thor 5
- AMC-21
- NSS-9
- MEASAT-3a
- Intelsat 15
- Intelsat 16
- KOREASAT ۶
- Intelsat ۱۸
- New Dawn
- SES-1
- SES-2
- SES-3
- HYLAS 2
- Intelsat ۲۳
- Star One C3
- Azerspace/Africasat-1a
- Mexsat Bicentenario
- SES-8
- Thaicom 6
- Amazonas 4A
- SKYM-1 for دایرکت‌تی‌وی
- Thaicom 8 for Thaicom

## پیونتد به بیرون
- پیوند وبگاه رسمی